# Richard Fortus
Richard Fortus, né le 17 novembre 1966 à Saint-Louis (États-Unis), est un guitariste de rock et musicien de sessions américain.

## Biographie
Richard Fortus vit à New-York. Il a effectué une carrière de musicien de sessions et a fait partie des Psychedelic Furs et de Love Spit Love avant de rejoindre les Guns N'Roses  en 2002 en remplacement de Paul Tobias. Il fait également partie du groupe The Dead Daisies. En 2011 il fait partie de Thin Lizzy en remplacement de Vivian Campbell.
Pour Axl Rose, Richard « a quelque chose d'Izzy Stradlin, et possède un feeling stonien comme s'il était possédé par Keith Richards ». 
Ce qui est une libre interprétation de la citation originale : "We're fortunate to have found Richard who has this vibe kind of like Izzy, but with amazing feel. The first thing I heard Richard play was the beginning of "Stray Cat Blues" by the Stones and he did it with the right feel." (source dans les liens externes)
Doté d’une redoutable technique, d'un son puissant et Bluesy, et d’un excellent feeling, Richard Fortus est un guitariste complet qui a déjà conquis de nombreux fans. Il peut tout aussi bien jouer en Lead qu’en Rythmique, en alternant les deux. Son style de jeu est typiquement Rock/Bluesy, mais il sait également toucher à d’autres styles comme le Jazz (la musique par laquelle il a commencé), des choses plus electro ou bien encore composer des thèmes de musique de films (Fast and Furious, Spiderman 3), de jeux vidéo, ou de Western (hommage à Ennio Moricone). Il est également multi-instrumentiste, et joue de nombreux autres instruments comme la batterie, la basse ou le violoncelle. Il est également producteur.
Il a aussi participé aux concerts de X Japan du 29 et 30 mars 2008 lors des chansons Orgasm (オルガスム) et X en tant que vedette invitée.
En 2008, il a fait partie des musiciens qui accompagnaient la chanteuse Rihanna en tournée.